# مصنع بارناول لبناء الأدوات الآلية

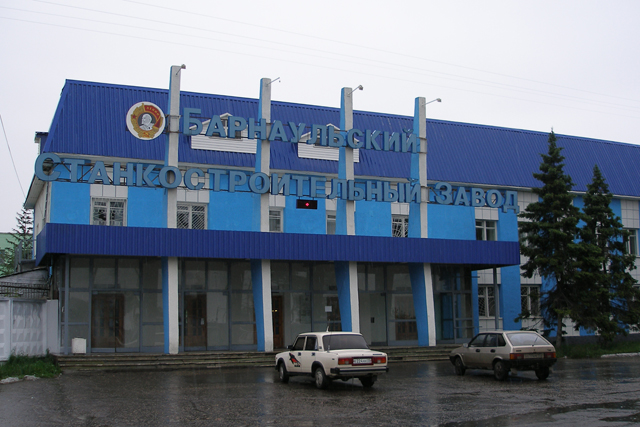
مصنع بارناول لبناء الأدوات الآلية

مصنع بارناول لبناء الأدوات الآلية جيه اس سي (بالروسية: Барнаульский станкостроительный завод)‏ هي شركة مقرها في بارناول ، روسيا وتم تأسيسها في عام 1941.
كان مصنع بارناول في المقام الأول منتجًا لذخائر الأسلحة الصغيرة . وهي تنتج الآن مجموعة واسعة من المنتجات المدنية، واستثمرت في العمليات التكنولوجية الحديثة لتوسيع إنتاجها. 

## أنظر أيضاً
- مصنع بارناول للخرطوش